# Colégio de São Sebastião – Recoletos

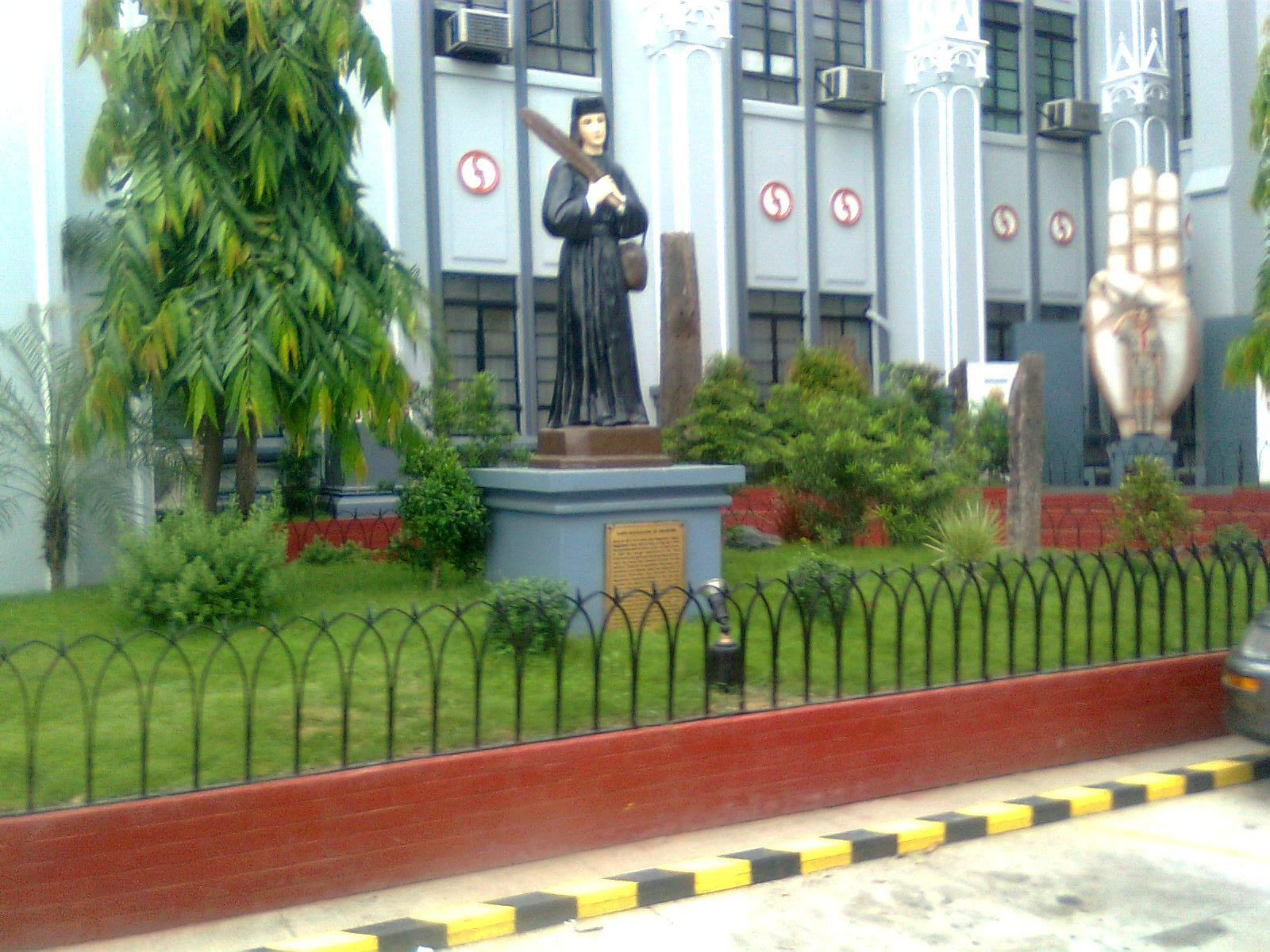
Estátua de Santa Madalena de Nagasaki no Colégio de São Sebastião - Recoletos de Manila

O Colégio de São Sebastião - Recoletos de Manila é uma instituição católica de ensino em Manila, a capital das Filipinas. É adjacente à Basílica Menor de San Sebastián e pertencente e é administrado pela Ordem dos Agostinianos Recoletos.
O nome do colégio é em honra a São Sebastião. O colégio teve um começo relativamente humilde. Seu primeiro edifício pertencia a um antigo convento: um edifício de dois andares feito de pedra e madeira. O edifício serviu como salas de aula do primeiro lote de 200 matrículados no ensino fundamental e médio. Até então era uma escola exclusiva para meninos.
O colégio foi estabelecido em março de 1941 mas nãao funcionou no período de 1942 a 1945 por causa da Segunda Guerra Mundial. Reabriu formalmente em 1947, após a guerra. A palavra sebastinian (em filipino: sebastino) é um termo usado para se referir aqueles que são alunos e ex-alunos, docentes, não docentes ou administradores do Colégio de San Sebastia.
A Comissão de Educação Superior da Filipinas reconheceu o colégio como uma das 20 melhores escolas de direito no país.